# Blacé
Blacé település Franciaországban, Rhône megyében. Lakosainak száma 1692 fő (2022. január 1.). Blacé Saint-Étienne-des-Oullières, Saint-Julien, Salles-Arbuissonnas-en-Beaujolais, Saint-Georges-de-Reneins, Vaux-en-Beaujolais és Montmelas-Saint-Sorlin községekkel határos.

## Népesség
A település népességének változása:
| Lakosok száma | 1469 | 1535 | 1607 | 1631 | 1630 | 1635 | 1646 | 1669 | 1692 |
|               | 2013 | 2015 | 2016 | 2017 | 2018 | 2019 | 2020 | 2021 | 2022 |